# Asystasia riparia
Asystasia riparia är en akantusväxtart som beskrevs av Gustav Lindau. Asystasia riparia ingår i släktet Asystasia och familjen akantusväxter. Inga underarter finns listade i Catalogue of Life.